# Księstwo rugijskie

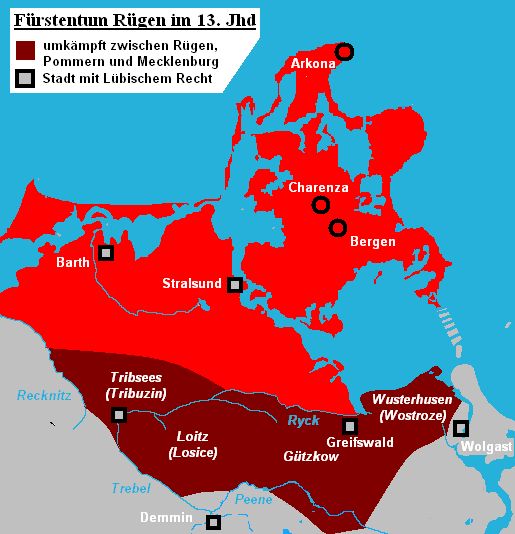
Księstwo rugijskie w XIII w.

Księstwo rugijskie (księstwo rańskie, niem. Fürstentum Rügen) – połabskie księstwo wasalne Królestwa Danii, istniejące w latach 1168–1325, obejmujące wyspę Rugia oraz ziemie na Pomorzu Przednim. Było rządzone przez książąt z lokalnej dynastii Wisławiców. W 1325 roku księstwo włączone do władztwa książąt z dynastii Gryfitów.

## Władcy księstwa
Przed duńskim podbojem wzmiankowani są także władcy plemienni Rugiów:
- ~955 Wisław
- ~1066 Krut (Krito)
- ~1100 Grines (Grimmus)
- ~1138 Racław rugijski

Lista władców księstwa w okresie 1168-1325, gdy było księstwem wasalnym królów Danii:
- 1162-1170 Tesław
- 1170-1218 Jaromir I
- 1218-1236 Barnuta razem z Wisławem I
- 1218-1249 Wisław I
- 1249-1260 Jaromir II
- 1260-1302 Wisław II razem z Jaromarem III
- 1264-1283 Jaromar III
- 1302-1325 Wisław III na Rugii
- 1302-1304 Sambor w Stralsundzie